# Harskirchen
Harskirchen ist eine französische Gemeinde mit 888 Einwohnern (Stand 1. Januar 2021) im Département Bas-Rhin in der Region Grand Est (bis 2015 Elsass).

## Geographie
Die Gemeinde Harskirchen liegt an der Saar im äußersten Nordwesten des Départements Bas-Rhin. Dem Tal des hier in die Saar mündenden Naubachs folgt der Saarkanal (Canal des houillères de la Sarre) bei seinem Aufstieg in Richtung Rhein-Marne-Kanal.

## Sehenswürdigkeiten
Zu den Sehenswürdigkeiten zählen die barock ausgestattete lutherische Kirche aus dem 18. Jahrhundert und die katholische Kirche mit neogotischem Turm aus dem 19. Jahrhundert.
|  |  |

## Wappen
Im Wappen sind die Wappen der Grafschaft Saarwerden und der Grafschaft Saarbrücken kombiniert. Wappenbeschreibung: In Schwarz und Blau gespalten; rechts ein goldgeschnäbelter goldgeständerter rotgezungter silberner Doppeladler am Spalt; links auf mit silbernen gemeinen Kreuzen besäten Feld ein goldgekrönter silberner Löwe.

## Bevölkerungsentwicklung
| Jahr      | 1962 | 1968 | 1975 | 1982 | 1990 | 1999 | 2007 | 2012 | 2014 |
| Einwohner | 721  | 742  | 911  | 821  | 871  | 847  | 877  | 838  | 849  |

## Persönlichkeiten
- Albert von Schultze (1781–1851), Leiter der bayerischen Forstverwaltung
- Jean Philippe Becker (1815–1889), französischer Botaniker